# Волудринцы
Волудринцы (укр. Волудринці) — село в Ярмолинецком районе Хмельницкой области Украины.
Население по переписи 2001 года составляло 413 человек. Почтовый индекс — 32112. Телефонный код — 3853. Занимает площадь 1,743 км². Код КОАТУУ — 6825883202.

## Местный совет
32112, Хмельницкая обл., Ярмолинецкий р-н, с. Кадиевка